# Arma semiautomática

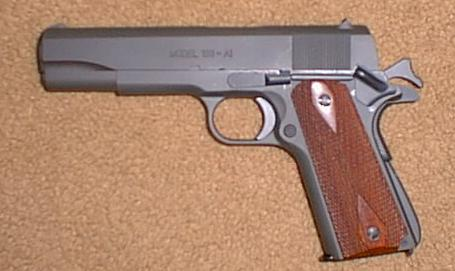
Pistola semiautomática.

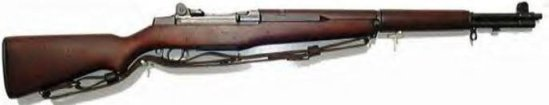
Fusil semiautomático.

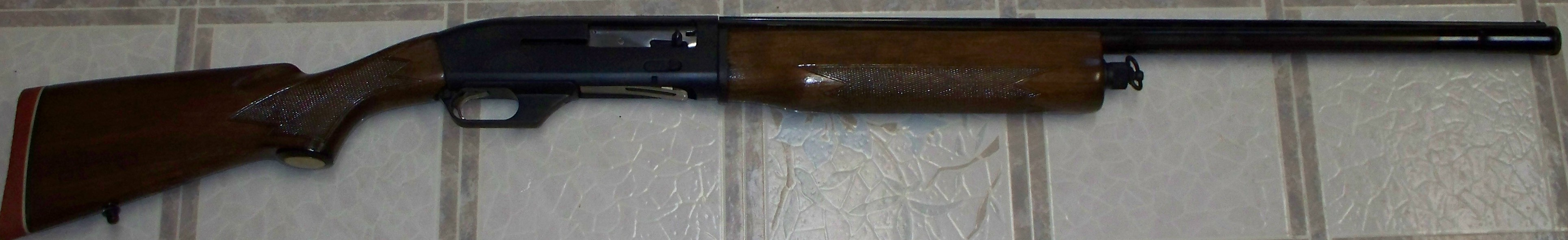
Escopeta semiautomática.

Un arma semiautomática es cualquier tipo de arma de fuego que utiliza los gases provocados por el disparo del proyectil para introducir un nuevo cartucho en la recámara y amartillar el arma para poder efectuar otro disparo. A diferencia de las armas totalmente automáticas, las armas semiautomáticas necesitan que el gatillo sea apretado cada vez que se quiera realizar un disparo.

## Funcionamiento
El arma semiautomática utiliza los gases producidos por el anterior disparo o el retroceso del primer disparo que se hace para hacer retroceder el cerrojo, extraer el casquillo de la recámara, armar la aguja percutora e introducir un nuevo cartucho en la recámara, de modo que esta acción se repetirá hasta que el arma agote su munición, pues al recargarla, se necesitará accionar manualmente el cerrojo o la corredera.